# Hermann von Valta
Hermann von Valta (Monaco di Baviera, 27 agosto 1900 – Garmisch-Partenkirchen, 27 novembre 1968) è stato un bobbista tedesco.

## Biografia
Viene ricordato come vincitore di una medaglia d'oro nel bob a quattro, vittoria ottenuta ai campionati mondiali del 1934 (edizione tenutasi a Garmisch-Partenkirchen, attuale Germania) insieme ai suoi connazionali Hanns Kilian, Fritz Schwarz e Sebastian Huber
Totalizzarono un tempo migliore rispetto a quello della nazionale rumena (medaglia d'argento) e quella francese (medaglia di bronzo). L'anno successivo ai mondiali del 1935 vinse un'altra medaglia d'oro con Hanns Kilian, Alexander Gruber e Sebastian Huber.